# Suzanne Sadedin
Suzanne Sadedin ist eine australische Evolutionsbiologin, die als Wissenschaftlerin an der Monash University, der University of Tennessee, der Harvard University und der KU Leuven forschte. Innerhalb der Evolutionsbiologie untersuchte sie mit Simulationsmodellen die Speziation und Aufrechterhaltung von Diversität. Sadedin forschte an der Dualphasen-Evolution, einer Theorie darüber, wie sich Systeme im Laufe der Zeit komplexer entwickeln können, sowie spieltheoretischen Modellen für die Entwicklung von Überwachung und Korruption in Gesellschaften.

## Werdegang
Sadedin studierte von 1994 bis 1999 Zoologie an der Universität Melbourne. 2004 wurde sie an der School of Biological Sciences der Monash University mit einer Dissertation über „Spatially explicit agent-based models of speciation by reinforcement and cultural evolution“ promoviert. 2005 war sie als Research Fellow an der Clayton School of Information Technology der Monash University tätig. 2007 forschte sie als Postdoktorand am Gavrilets Lab in der Abteilung für Ökologie und Evolutionsbiologie der University of Tennessee. Mit Kollegen im Tjärnö Marine Biological Laboratory in Strömstad entwickelte sie ein individuelles Simulationsmodell der genetischen Divergenz in einer Watt-Schnecke. Es gelang zu zeigen, dass Anzahl der Loci, Mechanismen der Partnerwahl und räumliche Anordnung des Lebensraumes die Evolution und Persistenz der beginnenden Arten kritisch beeinflussen können. 2008 kehrte sie für drei Jahre als Research Fellow an die Monash University zurück, nachdem sie 2006 vom Australian Research Council mit dem Australian Postdoctoral Fellowship Discovery Grant ausgezeichnet wurde und ein Forschungsstipendium von 262.000 AU$ erhielt. Sie entwickelte u. a. eine agentenbasierte Modellierung zum Verständnis der Auswirkungen eigennützigen Verhaltens auf Förderung innerhalb von Organisationen und war als Gastdozent tätig. Von 2011 bis 2012 forschte Sadedin als wissenschaftlicher Mitarbeiter an der Abteilung für Organismus und Evolutionsbiologie der Harvard University. Von August 2012 bis Oktober 2013 war sie als Gastwissenschaftlerin an der KU Leuven mit Modellen sozialer Evolution beschäftigt. Die bisherige Forschung war zu dem Ergebnis gekommen, Gesellschaften mit mächtiger Polizei würden unweigerlich zur Korruption neigen. Mittels eines spieltheoretischen Modells zeigte sie gemeinsam mit Edgar A. Duéñez-Guzmán, wie sich korrupte Gesellschaften zu ehrlicher und fairer Zusammenarbeit wandeln können. Das Papier war für mehrere Monate nach der Veröffentlichung PLOS ONEs meist-abgerufener Artikel.
Seit der Geburt ihres Kindes lebt Sadedin in der San Francisco Bay Area und schreibt als Wissenschaftsautorin u. a. bei Quora, Aeon, The Huffington Post und Business Insider. Ihre Betrachtungen wurden u. a. im The Economist, USA Today, The Guardian, The Observer, und Forbes aufgegriffen.

## Publikationen (Auswahl)
- mit David G. Green, Nicholas Klomp, Glyn Rimmington: Complexity in Landscape Ecology. Springer Science+Business Media 2006, ISBN 1-4020-4285-X (eingeschränkte Vorschau)
- Selection, Space and Diversity: What can biological speciation tell us about the evolution of modularity? In: Lipo Wang, Ke Chen (Hrsg.): Advances in Natural Computation Springer Science+Business Media 2005 S. 1131–1144, ISBN 978-3-540-28325-6 (eingeschränkte Vorschau)
- mit Gregory Paperin: Implications of the Social Brain Hypothesis for Evolving Human-Like Cognition in Digital Organisms. Springer Science+Business Media 2009, ISBN 978-3-642-21313-7 (eingeschränkte Vorschau)
- Promotion of Selfish Agents in Hierarchical Organisations Springer Science+Business Media 2009, ISBN 978-3-642-14961-0
- mit Gregory Paperin: Dual Phase Evolution as a Framework for Understanding Complex Adaptive Systems In: Kurosh Madani (Hrsg.): Computational intelligence Springer Science+Business Media 2011, ISBN 978-3-642-20205-6
- mit Edgar A. Duéñez-Guzmán: Harnessing the swarm: technological applications of collective intelligence In: Aldo Poiani (Hrsg.): Pragmatic Evolution: Applications of Evolutionary Theory Cambridge University Press 2011, ISBN 978-1-139-50225-2 (eingeschränkte Vorschau)